# CD44
CD44は、細胞間相互作用、細胞接着、遊走に関与する細胞表面糖タンパク質である。ヒトでは、CD44は11番染色体に位置するCD44遺伝子にコードされる。CD44はHCAM（homing cell adhesion molecule）、 Pgp-1（phagocytic glycoprotein-1）、 Hermes抗原（Hermes antigen）、lymphocyte homing receptor、ECM-III、 HUTCH-1といった名称で呼ばれることもある。

## 組織分布とアイソフォーム
CD44は哺乳類の多くの細胞種で発現している。大部分の細胞種で発現している標準的なアイソフォームはCD44sと表記され、エクソン1–5と16–20から構成される。その他異なるエクソンを持つスプライスバリアントはCD44vと表記される。一部の上皮細胞では、エクソンv8–10を含む大きなアイソフォーム（CD44E）も発現している。

## 機能
CD44はリンパ球の活性化、再循環やホーミング、造血、腫瘍の転移など広範囲の細胞機能に関係している。
CD44はヒアルロン酸受容体であるとともに、オステオポンチン、コラーゲン、マトリックスメタロプロテアーゼなど、その他のリガンドとも相互作用する。CD44の機能は翻訳後修飾によって制御されている。重要な修飾の1つとしてシアロフコシル化（sialofucosylation）があり、HCELL（Hematopoietic Cell E-selectin/L-selectin Ligand）と呼ばれるセレクチン結合型グリコフォームが形成される。
CD44遺伝子の転写産物は複雑な選択的スプライシングを受け、機能的に異なる多くのアイソフォームが形成される。選択的スプライシングはCD44タンパク質の構造的・機能的多様性の基礎となっており、がんの転移と関係している可能性もある。結腸がん細胞においてCD44のスプライスバリアントは、がん転移過程と関係した血流条件下でP-、L-、E-セレクチンのリガンド、そしてフィブリン（フィブリノゲンではない）の受容体として機能する、シアロフコシル化HCELLグリコフォームを発現する。

### HCELL
HCELLグリコフォームはもともとヒト造血幹細胞と白血病性芽球から発見されたが、その後がん細胞でも同定された。HCELLは骨へのホーミングレセプターとして機能し、ヒト造血幹細胞や間葉系幹細胞の骨髄への遊走を指揮する。Ex vivoでの生細胞表面の糖鎖エンジニアリングによって、いかなる細胞でもCD44を強制的に発現させることができる。また、CD44のグリコシル化によってフィブリンやフィブリノゲンへの結合能は直接的に制御される。

## 臨床的意義
白血病細胞上に高レベルで発現しているCD44は、白血病の発症に必要不可欠である。また、CD44の特定のバリアントは頭頸部扁平上皮がんのプログレッションとも関係している。選択的スプライシングや翻訳後修飾によって、おそらく腫瘍特異的なものも含めて、多くの異なる配列を持つCD44が産生されるため、抗CD44腫瘍特異的医薬品は現実的な治療アプローチとなる可能性がある。
一方で、多くのがん（腎臓がんと非ホジキンリンパ腫は除く）において、CD44の高レベルの発現は常に転帰不良と関係しているわけではない。反対に一部の新生物では、CD44のアップレギュレーションは転帰良好と関係している。このことは前立腺がんに当てはまり、CD44v5バリアント（v5エクソンが含まれている）は予後の良さ（手術後の再発期間の増加）と関係している。前立腺がんでは、選択的スプライシングによるv5エクソンの除去にはRNA結合タンパク質KHDRBS1の存在が関係しており、YTHDC1もしくはMTDHの発現が増加している場合にはv5エクソンが組み込まれる。また、CD44の発現は上皮性卵巣がんにおいても患者の生存期間の増加の指標となる。
その他の疾患の場合には、異なる研究グループによる同じ腫瘍性疾患の解析によって、CD44の発現と疾患の予後の相関に関して矛盾する結果が得られており、おそらく解析手法の差異が原因となっていると考えられる。抗CD44治療をヒトのがんに対して適用する前に、まずこうした問題の解消が必要である。
子宮内膜症の女性の子宮内膜細胞では、CD44の特定のスプライスバリアントの発現の上昇と腹腔細胞への接着の増加が観察される。

## 相互作用
CD44は次に挙げる因子と相互作用することが示されている。
- ARHGEF1（英語版）[27]
- エズリン（PIP2を介して）[28]
- 上皮成長因子受容体（ヒアルロン酸依存的）[29]
- 固定フィブリンおよびフィブリノゲン[8][18]
- フィブロネクチン[30]
- FYN[31]
- ヒアルロン酸[32]
- Lck（英語版）[31][33]
- オステオポンチン[34]
- セレクチン[14][15][16]
- Src[35]
- CD74（英語版）[36]

## 関連文献
- “The biology of CD44 and HCELL in hematopoiesis: the 'step 2-bypass pathway' and other emerging perspectives”. Current Opinion in Hematology 18 (4):  239–48. (Jul 2011). doi:10.1097/MOH.0b013e3283476140. PMC 3145154. PMID 21546828.
- “Glycosyltransferase-programmed stereosubstitution (GPS) to create HCELL: engineering a roadmap for cell migration”. Immunological Reviews 230 (1):  51–74. (Jul 2009). doi:10.1111/j.1600-065X.2009.00792.x. PMC 4306344. PMID 19594629.
- “The bone marrow is akin to skin: HCELL and the biology of hematopoietic stem cell homing”. The Journal of Investigative Dermatology 122 (5):  1061–9. (May 2004). doi:10.1111/j.0022-202X.2004.09301.x. PMID 15140204.
- “Cancer cells in transit: the vascular interactions of tumor cells”. Annual Review of Biomedical Engineering 11:  177–202. (2009). doi:10.1146/annurev-bioeng-061008-124949. PMID 19413512.
- “CD44: a multitude of isoforms with diverse functions”. Adhesion in Leukocyte Homing and Differentiation. 184. (1994). 47–63. doi:10.1007/978-3-642-78253-4_4. ISBN 978-3-642-78255-8. PMID 7508842
- “CD44: functional relevance to inflammation and malignancy”. Histology and Histopathology 17 (3):  945–50. (2003). PMID 12168806.
- “Protein 4.1 tumor suppressors: getting a FERM grip on growth regulation”. Journal of Cell Science 115 (Pt 21):  3991–4000. (Nov 2002). doi:10.1242/jcs.00094. PMID 12356905.
- “CD44: from adhesion molecules to signalling regulators”. Nature Reviews Molecular Cell Biology 4 (1):  33–45. (Jan 2003). doi:10.1038/nrm1004. PMID 12511867.
- “The role of the CD44/ezrin complex in cancer metastasis”. Critical Reviews in Oncology/Hematology 46 (2):  165–86. (May 2003). doi:10.1016/S1040-8428(02)00172-5. PMID 12711360.